# Phyllocoptes thalictri
Phyllocoptes thalictri är ett spindeldjur som beskrevs av Roivainen 1950. Phyllocoptes thalictri är ett kvalster som ingår i släktet Phyllocoptes, och familjen Eriophyidae. Arten är reproducerande i Sverige.